# Testy strukturalne
Testy strukturalne (ang. white-box testing, testy białej skrzynki, in. szklanej skrzynki) – rodzaj testów w inżynierii oprogramowania, polegających na testowaniu programu poprzez podawanie na wejściu takich danych, aby program przeszedł przez każdą zaimplementowaną ścieżkę. Zasady te są definiowane przez kryteria pokrycia wszystkich pętli oraz wszystkich warunków. Testy białej skrzynki nie są w stanie wykazać braku implementacji funkcji, którą powinien posiadać system docelowy. Sprawdzają jednak dokładnie operacje wykonywane w zaimplementowanych metodach.

## Przedmiot badania
Testy strukturalne to metoda testowania programu na poziomie kodu źródłowego. Wykorzystują techniki takie jak testowanie przepływu danych, testowanie rozgałęzień i testowanie ścieżek, jako wytyczne do stworzenia środowiska wolnego od błędów. Ważnym elementem testów strukturalnych jest to, aby wiadomo było, która linijka kodu jest obecnie wykonywana i jakie powinno być jej prawidłowe wyjście.

## Zalety
Według przeglądu Nidthry i Dondetiego, testy strukturalne to jedna z dwóch największych stosowanych obecnie metod testowania. Jej główne zalety to:
1. Dokładność wynikająca z bezpośredniego przełożenia na strukturę kodu źródłowego.
2. Łatwość optymalizacji owego kodu, dzięki jasnej identyfikacji wąskich gardeł.
3. Łatwość zautomatyzowania.
4. Inżynieryjna klarowność procedury: jej postępu i zakończenia[3].

## Wady
Pomimo tego, że testy strukturalne mają wiele istotnych zalet, nie są jednak idealne i posiadają pewne wady:
1. Zespół testowy musi posiadać głęboką, profesjonalną wiedzę o strukturze kodu źródłowego.
2. W niektórych przypadkach niemożliwe jest przetestowanie każdego potencjalnego stanu programu.
3. Testy koncentrują się na istniejących aspektach kodu; problemy braków funkcjonalności mogą nie zostać wykryte[4].